# بيتر أوكادا
بيتر أوكادا (باليابانية: 岡田武夫) (و. 1941  م) هو كاهن كاثوليكي ياباني، ولد في ايشيكاوا تشيبا.

## مناصب
تولى منصب رئيس الاساقفة
- أسقف
- أسقف كاثوليكي.

## التعليم
تعلم في جامعة طوكيو.